# Кампизи, Роберто
Роберто Капизи (итал. Roberto Campisi; род. 18 ноября 1978, Сиракузы, Италия) — итальянский прелат, ватиканский дипломат и куриальный сановник, доктор обоих прав. Асессор по общим делам Государственного секретариата Ватикана с 26 октября 2022.

## Ранние годы, образование и священство
Роберто Кампизи родился 18 ноября 1978 года, в Сиракузах, провинция Сиракузы, в Италии.
Кампизи был рукоположен в священника 7 декабря 2002 года и был инкардинирован в архиепархию Сиракузы. Обучался в Папской Церковной Академии. Кампизи имеет учёную степень доктора обоих прав в гражданском и каноническом праве.

## На дипломатической службе Святого Престола
Кампизи поступил на дипломатическую службу Святого Престола 1 июля 2010 года. Он служил в апостольских нунциатурах в Кот-д’Ивуаре, Венесуэле, Италии и в Секции общих дел Государственного секретариата Ватикана.
26 октября 2022 года монсеньор Роберто Кампизи Папой Франциском был назначен асессором по общим делам Государственного секретариата Ватикана, сменив Луиджи Альберто Кону, который был назначен апостольским нунцием и возведён в ранг титулярного архиепископа.
Роберто Кампизи свободно владеет английским, французским и испанским языками.